# 아만다 콜린
아만다 콜린(Amanda Collin, 1986년 3월 4일 ~ )은 덴마크의 배우이다. HBO 맥스 드라마 《레이즈드 바이 울브스》의 마더 역을 통해 세계적으로 이름을 알렸다.

## 출연 작품
- 블랙메일 (2019)